# Cyriacus Buyruk Khan
 (novembre 2023).
La mise en forme du texte ne suit pas les recommandations de Wikipédia : il faut le « wikifier ».
Les points d'amélioration suivants sont les cas les plus fréquents. Le détail des points à revoir est peut-être précisé sur la page de discussion.
- Les titres sont pré-formatés par le logiciel. Ils ne sont ni en capitales, ni en gras.
- Le texte ne doit pas être écrit en capitales (les noms de famille non plus), ni en gras, ni en italique, ni en « petit »…
- Le gras n'est utilisé que pour surligner le titre de l'article dans l'introduction, une seule fois.
- L'italique est rarement utilisé : mots en langue étrangère, titres d'œuvres, noms de bateaux, etc.
- Les citations ne sont pas en italique mais en corps de texte normal. Elles sont entourées par des guillemets français : « et ».
- Les listes à puces sont à éviter, des paragraphes rédigés étant largement préférés. Les tableaux sont à réserver à la présentation de données structurées (résultats, etc.).
- Les appels de note de bas de page (petits chiffres en exposant, introduits par l'outil «  Source ») sont à placer entre la fin de phrase et le point final[comme ça].
- Les liens internes (vers d'autres articles de Wikipédia) sont à choisir avec parcimonie. Créez des liens vers des articles approfondissant le sujet. Les termes génériques sans rapport avec le sujet sont à éviter, ainsi que les répétitions de liens vers un même terme.
- Les liens externes sont à placer uniquement dans une section « Liens externes », à la fin de l'article. Ces liens sont à choisir avec parcimonie suivant les règles définies. Si un lien sert de source à l'article, son insertion dans le texte est à faire par les notes de bas de page.
- La présentation des références doit suivre les conventions bibliographiques. Il est recommandé d'utiliser les modèles {{Ouvrage}}, {{Chapitre}}, {{Article}}, {{Lien web}} et/ou {{Bibliographie}}. Le mode d'édition visuel peut mettre en forme automatiquement les références.
- Insérer une infobox (cadre d'informations à droite) n'est pas obligatoire pour parachever la mise en page.

Pour une aide détaillée, merci de consulter Aide:Wikification.
Si vous pensez que ces points ont été résolus, vous pouvez retirer ce bandeau et améliorer la mise en forme d'un autre article.
Qurchaquz Buyruk Khan (en chinois; 忽兒察忽思不亦魯黑汗 , en Hūercháhūsī Bùyìlǔhēi Hàn ) était un roi des Keraites du XIIe siècle. C'était le petit-fils de Marghuz (Marqus Buyruk Khan).

## Biographie
Son nom est écrit dans L'Histoire secrète des Mongols sous le nom de Qurčaqus. Selon Volker Rybatzki et Christoph Baumer sa forme originale pourrait être Cyriacus, un nom syriaque. Selon Lev Gumilev, la forme originale peut également être Gregorius.

## Règne
Il succéda au roi de Kerait, Sariq Khan (selon Timothy May, il était son père, tandis qu'Isenbike Togan dit que Sariq n'était que le nom pré-chrétien de Marcus Buyruk Khan) en 1150. Il est rapidement devenu l'une des puissances dominantes de la steppe après la destruction de la dynastie Liao par les Jurchens. Cependant, cette situation fut bientôt remise en question par les Merkits et les Tatars qui enlevèrent son fils Toghrul en 1135. Il réorganisa bientôt le khanat entre ses fils. Le centre était Karabalgasun, tandis que Toghril dirigeait la partie occidentale du khanat en tant que subordonné de son oncle Gurkhan. Ses autres fils Tai Temür Taishi et Yulamacus (en tant que subordonné) concédèrent respectivement les rives des rivières Karaa et Boroo, à l'est. Il mourut bientôt en 1165, son fils n'approuvant pas sa division, revendique le trône pour lui-même en tant que fils aîné et unique dirigeant.

## Famille et descendance
Il était marié à une certaine femme appelée Ilma qui lui donna Toghrul et Töre Qaimish, fille du dirigeant de Naiman Betegin Oba Kötürchi Buyruq Khan. Selon Jami at-Tawarikh, Töre Qaimish se livrait à la sorcellerie. Inquiet, Cyriacus ordonna à l'une de ses concubines de la tuer. Puis, voulant cacher ce fait, sous un prétexte convenable, il tua ses deux concubines.
Il a eu de nombreux fils dont Toghrul, Erke Qara, Tai Temür Taishi, Yulamacus, Jakha Gambhu et Buqa Temür. Par l'intermédiaire de sa petite-fille Sorghaghtani, il devint l'ancêtre des dirigeants de la dynastie Ilkhanate et Yuan.